# Romeo Vermant
Romeo Vermant (Gelsenkirchen, 24 januari 2004) is een in Duitsland geboren Belgisch profvoetballer die onder contract ligt bij Club Brugge. Hij is de zoon van Sven Vermant. Hij speelt meestal als centrumspits, of als schaduwspits. 

## Carrière
Vermant is een jeugdproduct van Club Brugge. Op 22 januari 2021 maakte hij zijn debuut voor Club NXT, het beloftenelftal van Club Brugge in Eerste klasse B. Tegen Lierse Kempenzonen viel hij in de 64e minuut in voor Yari Stevens. Op 21 maart 2021 scoorde hij tegen KMSK Deinze zijn eerste doelpunt in de Proximus League. Hij klokte dat seizoen uiteindelijk af op tien competitiewedstrijden voor Club NXT. Vermant scoorde op 25 februari 2023 met een omhaal de 2-0 in een 3-0 overwinning tegen SK Beveren. De goal zou uiteindelijk verkozen worden tot Doelpunt van het Seizoen 2022/23 in België. Op 18 maart 2023 maakte hij zijn debuut voor Club Brugge in de uit wedstrijd tegen KV Kortrijk toen hij inviel in de tweede helft.

## Clubstatistieken
| Seizoen         | Club            | Land            | Competitie      | Competitie | Competitie | Beker | Beker | Supercup | Supercup | Europees | Europees | Totaal | Totaal |
| Seizoen         | Club            | Land            | Competitie      | Wed.       | Dlp.       | Wed.  | Dlp.  | Wed.     | Dlp.     | Wed.     | Dlp.     | Wed.   | Dlp.   |
| --------------- | --------------- | --------------- | --------------- | ---------- | ---------- | ----- | ----- | -------- | -------- | -------- | -------- | ------ | ------ |
| 2020/21         | Club NXT        | Vlag van België | Eerste klasse B | 10         | 1          | —     | —     | —        | —        | —        | —        | 10     | 1      |
| 2022/23         | Club NXT        | Vlag van België | Eerste klasse B | 26         | 9          | —     | —     | —        | —        | —        | —        | 26     | 9      |
| 2022/23         | Club Brugge     | Vlag van België | Eerste klasse A | 10         | 0          | 0     | 0     | 0        | 0        | 0        | 0        | 10     | 0      |
| 2023/24         | Club Brugge     | Vlag van België | Eerste klasse A | 1          | 0          | 0     | 0     | —        | —        | 2        | 0        | 3      | 0      |
| 2023/24         | Club NXT        | Vlag van België | Eerste klasse B | 12         | 6          | —     | —     | —        | —        | —        | —        | 12     | 6      |
| 2023/24         | → KVC Westerlo  | Vlag van België | Eerste klasse A | 12         | 3          | 0     | 0     | —        | —        | —        | —        | 12     | 3      |
| 2024/25         | Club Brugge     | Vlag van België | Eerste klasse A | 28         | 9          | 4     | 2     | 1        | 0        | 5        | 0        | 36     | 10     |
| 2025/26         | Club Brugge     | Vlag van België | Eerste klasse A | 2          | 0          | 0     | 0     | 1        | 0        | 1        | 1        | 4      | 1      |
| Carrière totaal | Carrière totaal | Carrière totaal | Carrière totaal | 99         | 27         | 4     | 2     | 2        | 0        | 8        | 1        | 112    | 30     |

Bijgewerkt op 7 augustus 2025.

## Erelijst
| Beker van België   | 1x | 2024/25 |
| Belgische Supercup | 1x | 2025    |

| Individueel              |    |         |
| Doelpunt van het Seizoen | 1x | 2022/23 |

## Privé
- Romeo is de zoon van voormalig profvoetballer Sven Vermant en voormalig Miss Belgian Beauty Stefanie Van Vyve. Zijn vader speelde 414 wedstrijden voor Club Brugge (1993–2001, 2005–2008). Romeo werd geboren in het Duitse Gelsenkirchen (deelstaat Noordrijn-Westfalen) aangezien vader Sven in de periode 2001–2005 de kleuren van toenmalig topclub FC Schalke 04 verdedigde.[1]
- Via zijn moeder is hij een achterkleinzoon van Marcel Van Vyve, die in de jaren dertig voor Club Brugge speelde en later samen met zijn vrouw Germana 'Meentje' Devinck jarenlang als conciërge en terreinverzorger in het Albert Dyserynckstadion ("De Klokke") werkte.[1][6]
- Zijn grootvader Eric Van Vyve speelde in 1966 één bekerwedstrijd voor Club Brugge, tegen Sporting Sint-Gillis-Waas.[7] Eric en zijn vrouw Christiane Rosseel baatten jarenlang de cafetaria van Club Brugge in de West-Tribune van het Jan Breydelstadion uit.[8]

2 Romero ·
4 Ordóñez ·
6 Reis ·
7 Tresoldi ·
8 Tzolis ·
9 Forbs ·
10 Vetlesen ·
11 Sandra ·
14 Meijer ·
15 Onyedika ·
16 van den Heuvel ·
17 Vermant ·
19 Nilsson ·
20 Vanaken  · 
21 Skóraś ·
22 Mignolet ·
24 Osuji ·
25 Stanković ·
29 Jackers ·
30 Jashari ·
41 Siquet ·
44 Mechele ·
58 Spileers ·
62 Audoor ·
64 Sabbe ·
65 Seys ·
70 Granados ·
84 Campbell ·
87 Furo ·
Bursik ·
Coach: Hayen